# Пудожгорское месторождение
Пудожго́рское месторождение — российское месторождение титаномагнетитовых (Ti-V-Fe) руд на территории Пудожского района Республики Карелия.

## Общие сведения
Месторождение расположено в 6 км к югу от посёлка Пудожгорский, в 3,5 км на восток от побережья Онежского озера. Состоит из трёх промышленных участков: Сури-Вара, Нято-Вара и Межозёрное.
Месторождение известно с 1930-х годов, в 1950—1960-х годах на месторождении проведён комплекс геологоразведочных и поисково-ревизионных работ с подсчётом запасов. Разведанные запасы титаномагнетитовых руд составляют около 315 млн т.
Титаномагнетитовое оруденение образует три рудные залежи протяжённостью по простиранию 1000—3000 м, мощностью от 7,2 до 23,2 м, глубиной до 380 м.
Средние содержания TiO2 — 8,13 %, V2O5 — 0,43 %.
Отмечается концентрация меди (около 0,13 %), золота (около 0,21 %), платины (до 0,51 г/т), палладия (до 0,51 г/т).
Вскрышные породы представляют собой строительный камень для получения щебня.
Промышленному освоению месторождения препятствует отсутствие в регионе расположения необходимой транспортной инфраструктуры (железнодорожный и водный транспорт) и энергетических мощностей. Однако в Стратегию развития железных дорог России до 2030 года уже заложено строительство железнодорожной дороги к месторождению (соединение меридиональных линий Москва — Архангельск и Санкт-Петербург — Мурманск).